# Cobden (Illinois)
Cobden is een plaats (village) in de Amerikaanse staat Illinois, en valt bestuurlijk gezien onder Union County.

## Demografie
Bij de volkstelling in 2000 werd het aantal inwoners vastgesteld op 1116. In 2006 is het aantal inwoners door het United States Census Bureau geschat op 1109, een daling van 7 (-0,6%).

## Geografie
Volgens het United States Census Bureau beslaat de plaats een oppervlakte van 3,2 km², geheel bestaande uit land. Cobden ligt op ongeveer 145 m boven zeeniveau.

## Plaatsen in de nabije omgeving
De onderstaande figuur toont nabijgelegen plaatsen in een straal van 24 km rond Cobden.